# Damien Tixier
Pour les articles homonymes, voir Tixier.
Damien Tixier est un footballeur français né le 23 juin 1980 à Nîmes.

## Biographie
Ce défenseur latéral gauche joue au Portugal plusieurs saisons. Il revient en France en janvier 2007 et signe un contrat de 6 mois avec le club du RC Lens. 
Non reconduit par le club nordiste, il s'engage en juin 2007 et pour 3 ans avec le club de Ligue 2 du Havre. En juillet 2009, il signe pour le club suisse de Neuchâtel Xamax FC. Son contrat est résilié avec effet immédiat le 28 mars 2010 dû à un nombre excessif de cartons rouges (3 lors de ses 4 derniers matches). 
Il signe pour deux saisons au FC Nantes en juillet 2010. Il évolue désormais au Club amateur de Uzès de la ligue Languedoc-Roussillon.

## Carrière
| Saison                      | Club                 | Pays     | Championnat       | Championnat | Championnat | Championnat  | Championnat  |
| Saison                      | Club                 | Pays     | Division          | Matchs      | Buts        | Cartons      | Cartons      |
| --------------------------- | -------------------- | -------- | ----------------- | ----------- | ----------- | ------------ | ------------ |
| Saison                      | Club                 | Pays     | Division          | Matchs      | Buts        | Carton jaune | Carton rouge |
| 1999 - 2000                 | Stade beaucairois    | France   | CFA               | 24          | 3           | ?            | ?            |
| 2000 - 2001                 | Naval 1er mai        | Portugal | Liga De Honra     | 25          | 0           | ?            | ?            |
| 2001 - 2002                 | Naval 1er mai        | Portugal | Liga de Honra     | 27          | 0           | ?            | ?            |
| 2002 - 2003                 | Académica de Coimbra | Portugal | Super Liga        | 14          | 0           | 3            | 0            |
| 2003 - 2004                 | Académica de Coimbra | Portugal | Super Liga        | 28          | 1           | 5            | 0            |
| 2004 - 2005                 | Académica de Coimbra | Portugal | Super Liga        | 26          | 0           | 9            | 2            |
| 2005 - 2006                 | União Leiria         | Portugal | Super Liga        | 23          | 0           | 7            | 1            |
| Août 2006 - Janvier 2007    | União Leiria         | Portugal | Super Liga        | 14          | 1           | 6            | 1            |
| Janvier 2007 - Juillet 2007 | RC Lens              | France   | Ligue 1           | 17          | 0           | 0            | 0            |
| 2007 - 2008                 | Le Havre AC          | France   | Ligue 2           | 14          | 0           | 0            | 0            |
| 2008 - 2009                 | Le Havre AC          | France   | Ligue 1           | 23          | 0           | 4            | 0            |
| 2009 - Mars 2010            | Neuchâtel Xamax      | Suisse   | Axpo Super League | 23          | 0           | 3            | 2            |
| 2010 - 2011                 | FC Nantes            | France   | Ligue 2           | 25          | 0           | 4            | 1            |

## Palmarès
- Champion de France de Ligue 2 en 2008 avec Le Havre